# 傑列維揚切
50°19′12″N 26°23′58″E / 50.32000°N 26.39944°E
傑列維揚切（烏克蘭語：Дерев'янче），是烏克蘭西北部的村莊，隸屬里夫內州的里夫內區。該村始建於1600年，面積0.57平方公里，海拔高度216米，2001年人口258，人口密度每平方公里453.4人。